# 大森礼子
大森 礼子（おおもり れいこ、1949年7月11日 - ）は、日本の弁護士、政治家。公明党所属の元参議院議員（1期）。

## 経歴
岡山県備前市出身。1972年に津田塾大学英文科を卒業後、アニメーション会社での勤務などを経て、司法試験に合格。検事を経て弁護士に転じる。
1995年、第17回参議院議員通常選挙に新進党から比例区で立候補して当選。新進党解党後は公明に加わり、1998年11月には新公明党結成に参加した。2001年に政界を引退した。
引退後は岡山市で弁護士として活動する。

## 政策
- 選択的夫婦別姓制度導入に賛成。「夫婦別姓への流れが確実になったともいえる世論調査の結果がでている」と述べる[1]。